# Hyperophora major
Hyperophora major är en insektsart som beskrevs av Brunner von Wattenwyl 1878. Hyperophora major ingår i släktet Hyperophora och familjen vårtbitare. Inga underarter finns listade i Catalogue of Life.